# Veren, Stara Zagora
Veren (în bulgară Верен) este un sat în comuna Bratea Daskalovi, regiunea Stara Zagora,  Bulgaria. 

## Demografie
Componența etnică a satului Veren
     Turci (2,04%)
     Bulgari (96,42%)
     Nicio identificare (1,53%)
     Altele (0%)
La recensământul din 2011, populația satului Veren era de 196 locuitori. Din punct de vedere etnic, majoritatea locuitorilor (96,42%) erau bulgari, cu o minoritate de turci (2,04%). Pentru 1,53% din locuitori nu este cunoscută apartenența etnică.